# Rafík Hádž Jahjá
Rafík Hádž Jahjá (hebrejsky: רפיק חאג'-יחיא, Rafik Cha'dž Jachja, arabsky: رفيق حاج يحيى) byl izraelský politik poslanec Knesetu za Stranu práce a stranu Am echad.

## Biografie
Narodil se 3. září 1949 v obci Tajbe. Vystudoval bakalářský program z hebrejštiny a pedagogiky na Bar-Ilanově univerzitě. Pracoval pak jako pedagog. Hovořil arabsky a anglicky. Patřil do komunity izraelských Arabů.

## Politická dráha
V letech 1971–1980 byl učitelem na střední zemědělské škole v Tajbe, v letech 1981–1988 pracoval jako reportér v izraelské televizi. Byl místopředsedou Svazu místních samospráv v Izraeli a místopředsedou Národního výboru arabských místních samospráv. Do roku 1998 zastával post starosty města Tajbe.
V izraelském parlamentu zasedl po volbách v roce 1996, v nichž kandidoval za Stranu práce. Mandát ale získal až dodatečně v březnu 1998 jako náhradník za Moše Šachala. Po zbytek volebního období pak pracoval jako člen výboru pro záležitosti vnitra a životního prostředí. V roce 1999, těsně před koncem funkčního období, přešel spolu s několika dalšími poslanci do nově utvořené politické formace Am Echad.
Ve volbách v roce 1999 mandát neobhájil. Zemřel 16. dubna 2000.